# بیلی ایستون
بیلی ایستون (انگلیسی: Billy Easton; ۱۰ مارس ۱۹۰۴ – c. ۱۹۸۲ (۷۷−۷۸ سال)) بازیکن فوتبال اهل بریتانیا بود.
از باشگاه‌هایی که در آن بازی کرده‌است می‌توان به باشگاه فوتبال بلیث اسپارتانس، باشگاه فوتبال وورکینگتون ای. اف. سی، باشگاه فوتبال سوانزی سیتی، باشگاه فوتبال اورتون، و باشگاه فوتبال پورت ویل اشاره کرد.